# Измайловский мост
Изма́йловский мост — автодорожный каменный арочный мост через реку Фонтанку в Адмиралтейском районе Санкт-Петербурга, соединяет Спасский и Безымянный острова. Один из старейших мостов города. Объект культурного наследия регионального значения.

## Расположение
Соединяет Вознесенский проспект с Измайловским проспектом.
Выше по течению находится Обуховский мост, ниже — Красноармейский мост.
Ближайшие станции метрополитена — «Технологический институт», «Садовая», «Сенная площадь», «Спасская».

## Название
Название известно с 1746 года и дано по лейб-гвардии Измайловскому полку, слобода которого находилась на левом берегу Фонтанки.

## История
В 1739 году Комиссия о Санкт-Петербургском строении отменила первоначальный план строительства моста в этом месте, так как по линии Вознесенского проспекта за Фонтанкой строился «Егерной двор, и зверинец, и прочее строение, а подле того на оной стороне проезду быть не возможно, и от того же места не в дальнем расстоянии находится мост против Сарской перспективой». Первая деревянная переправа через реку Фонтанку в этом месте появилась между 1744 и 1753 годами — впервые мост показан на плане Петербурга в 1753 году. Существующий мост был построен около 1786—1788 годов в составе серии из семи типовых мостов через Фонтанку с характерными башнями (сохранились только два из этих мостов: мост Ломоносова и Старо-Калинкин). Автором проекта, предположительно, является французский инженер Ж.-Р. Перроне, однако документальных подтверждений этому нет.
Как и остальные типовые мосты на реке Фонтанке, Измайловский мост представлял собой трёхпролётное каменное сооружение с деревянным двукрылым разводным пролётом в центре и каменными арками по бокам. На промежуточных опорах располагались четыре гранитные башни, в которых находились подъемные механизмы. Мост разводился вручную с помощью цепей.
В 1861 году мост был перестроен по проекту инженера В. В. Дыммана. Работы производились под наблюдением инженера А. И. Штукенберга. Разводной средний пролёт был заменён лучковым кирпичным сводом с гранитными арками по фасадам. Проезжая часть моста была расширена, тротуары вынесены на внешние консоли. Гранитные башни моста были разобраны, что привело к значительному обеднению архитектурного облика моста. Промежуточные опоры, лишившиеся башен над ними, стали казаться непомерно толстыми. Проекты новых, довольно удачных по рисунку чугунных перил, представленных архитекторами  Н. Л. Бенуа и Р. Б. Бернгардом были отвергнуты; на мосту появилась более дешёвая кованая железная решетка, предложенная архитектором А. И. Кракау.
В 2006—2008 годах проведён капитальный ремонт моста. Генеральным подрядчиком выступило ООО «НПО «Ранд». В ходе работ выполнен ремонт устоев, частичная замена и инъектирование кирпичной кладки среднего пролёта, ремонт гранитных сводов боковых пролетов, устроена накладная железобетонная плита поверх каменных сводов, заменены консольные тротуарные балки, заменена гидроизоляция пролётных строений, отреставрировано перильное ограждение, на набережных, прилегающих к мосту, переложены инженерные коммуникации, демонтированы трамвайные пути. При вскрытии пролётного строения были обнаружены железные тросы-тяжи, фиксирующие каменную кладку арок. На время производства работ выше по течению был построен временный пешеходный мост.

## Конструкция
Мост трёхпролётный каменный арочный. Боковые пролёты перекрыты коробовыми каменными сводами, средний пролёт перекрыт кирпичным сводом (бесшаринирные арки). Поверх каменных сводов на всю длину моста устроена монолитная железобетонная плита. Тротуары вынесены на стальные консоли. Фасады арок облицованы гранитом. Опоры моста каменные, облицованы гранитом. На опорах снизу расположены треугольные гранитные ледорезы. Мост косой в плане, угол косины составляет 65°. Длина моста составляет 70,5 м, ширина – 15,9 м (ширина проезжей части 12 м).
Мост предназначен для движения автотранспорта и пешеходов. Проезжая часть моста включает в себя 4 полосы для движения автотранспорта. Покрытие проезжей части — асфальтобетон, тротуаров — гранитные плиты (на открылках) и асфальтобетон. Тротуары отделены от проезжей части гранитным поребриком и стальным силовым ограждением, которое заанкерено в бетонной плите пролётного строения. Перильное ограждение металлическое кованое, завершается на устоях гранитным парапетом. При въездах на мост установлены 4 декоративных фонаря на чугунных торшерах.